# Marc Antoine Gaudin
Pour les articles homonymes, voir Gaudin.
Marc Antoine Gaudin, né le 5 avril 1804 à Saintes et mort le 2 août 1880 à Paris 5e, est un scientifique français qui travaillait au Bureau des longitudes à Paris afin de financer ses nombreuses recherches.

## Biographie
Gaudin expérimente et brevète de nombreuses inventions en optique, en chimie et en mécanique. Il travaille également sur les daguerréotypes avec son frère cadet Alexis Gaudin, qui tient alors une boutique de photographie et qui rachète en novembre 1851 le journal La Lumière qu'il va gérer jusqu'en 1867. Ils montent ensemble une entreprise de stéréoscopie dans les années 1850, Marc-Antoine s'attelant à la recherche tandis qu'Alexis s'occupe des affaires commerciales. Ils sont ensuite rejoints par leur troisième frère, Charles Gaudin, qui ouvre boutique rue de la Perle à Paris.
Lors de l'Exposition universelle de 1867 à Paris, Marc Antoine Gaudin expose une grande molécule de « Brewsterite, heulandite épistilbite » selon sa théorie de morphogénie moléculaire, qui montre la disposition des atomes dans le cristal. C'est son collègue du Bureau des longitudes, Camille Flammarion, alors rédacteur scientifique du journal Le Siècle, qui en fait la description et déplore le manque de reconnaissance envers l'inventeur.
Entre 1867 et 1872, Marc Antoine Gaudin obtient par quatre fois le prix Trémont attribué aux « savants sans fortune ».

## Publications
- Traité pratique de photographie, Paris, J.-J. Dubochet, 1844.
- Vade mecum du photographe : notice abrégée du daguerréotype et de la photographie sur papier, avec un répertoire de chimie et physique et un formulaire, Paris, Poitevin, 1861, 212 p. (Lire en ligne).
- Réflexions d'un chimiste philosophe sur les maladies épidémiques, la fièvre des marais, la fièvre jaune, la fièvre typhoïde, la variole, le choléra, la peste, etc., Paris, Charles Gaudin, 1866.